# Busringning
En busringning är ett telefonsamtal som avsändaren ringer i syfte att roa sig själv eller åhörare, för att lura eller överraska mottagaren i gott syfte, som ett bus. Vanliga offer för busringning är personer med udda namn, kändisar, företag samt busringarens vänner och ovänner.
Busringning kan vara en brottslig handling och definieras som ofredande eller olaga hot om buset kan uppfattas som exempelvis kränkande, störande eller hotfullt. Busringningar bör inte förväxlas med telefonbedrägerier, där syftet är att begå olagliga handlingar.

## Exempel på busringningar
Det är vanligt att busringaren utger sig för att vara någon annan genom att exempelvis imitera en känd person.
En klassisk busringning i Sverige är att ringa någon som heter exempelvis Storm i efternamn och fråga: "Är det Storm?". När mottagaren bekräftar att så är fallet säger busringaren "Håll i hatten då!" och slänger på luren.
En nyare busringning med anknytning till namn går ut på att man ringer till en nummerupplysning och frågar efter vem som har ett visst nummer. Detta nummer har man själv kollat upp innan och det går till personer med namn som Tung Phung och Ann Ahl. När telefonisten på nummerupplysningen nämner namnet förväntas en pinsam situation uppstå.
En annan typ av busringning består i att busringaren beställt färdiginspelat material, som spelas upp för mottagaren. Under 2000-talet finns det tjänster som gör det möjligt för busringaren att fjärrstyra samtalet och välja vilken fras som ska spelas upp, exempelvis utifrån vad mottagaren säger.

## Allvarliga busringningar
Allvarliga busringningar om exempelvis hot eller till larmcentralens nödnummer. Eftersom nödnummer kan handla om liv eller död för någon människa i nöd kan en busringning till ett nödnummer hindra att den som verkligen är i nöd får rätt hjälp i tid. Att utge sig för att vara polis kan tolkas som "föregivande av allmän ställning". Sådana busringningar är brottsliga i många länder. I Sverige kan det ge böter eller fängelse i upp till sex månader för straffmyndiga personer.
En då 25-årig man i Sverige som natten mellan den 11 och 12 mars 2006 busringde till en familj och uppgav att deras son hade dött i en bussolycka dömdes att betala skadestånd på 51 000 svenska kronor samt en månads fängelse. Mannen hade även busringt till andra på samma ort och uppgett samma sak.

## Underhållning som bygger på busringningar

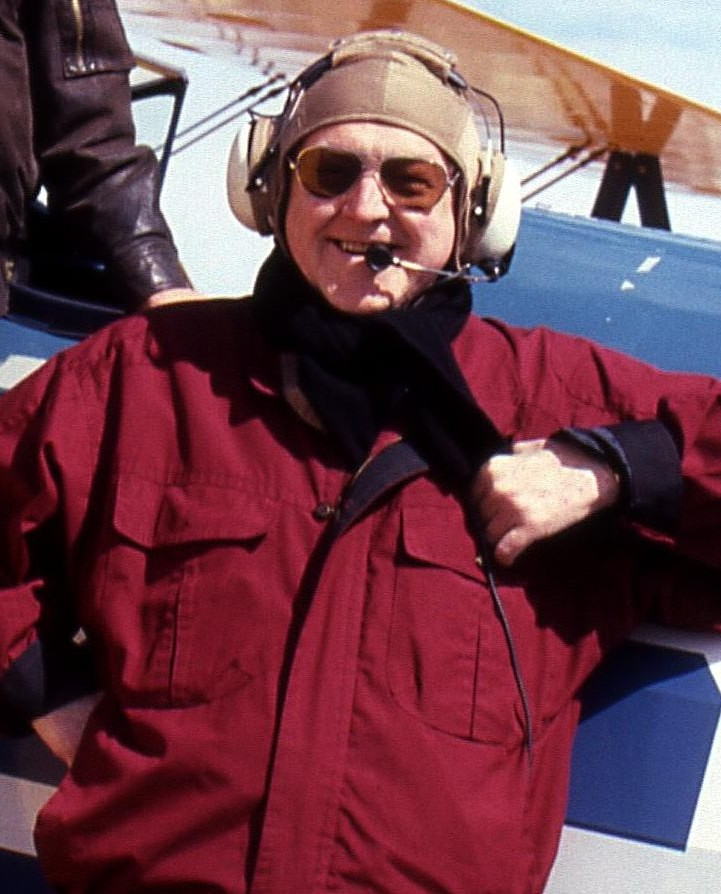
Kalle Sändare.

Det förekommer ibland busringningar som underhållning i radio, TV, internet och på fysiska medier.

### Sverige
Under 1960-talet spelade Kalle Sändare in sina busringningar på LP och sålde dem med stor framgång. Radioprogrammet Hassan, som sändes i Sveriges Radio i början av 1990-talet, byggde en stor del av sin humor på busringningar.
Annat exempel på kända busringningar gjordes av Bosse Parnevik som brukade i underhållsprogram ringa och förställa rösten och låtsas vara en annan person. Han brukade då oftast lyckas med att lura den han ringde till så att de trodde att han var den personen. Klassiskt är hans samtal med Anni-Frid Lyngstad där han utger sig för att vara Charlie Norman. Ett annat klassiskt exempel är hans samtal med Malena Ivarsson där han utger sig för att vara Bengt Bedrup.